# Jefferson Bellaguarda
Jefferson Bellaguarda (* 12. September 1976 in Salvador da Bahia, Brasilien) ist ein ehemaliger Beachvolleyballspieler.

## Karriere
Bereits in den Jahren 2000–2003 spielte Jefferson Bellaguarda für Brasilien erfolgreich auf der FIVB World Tour, 2000/01 zusammen mit Paulão und 2002/03 bildete er ein Duo mit Dultra Jr. Seit seiner Heirat mit einer Schweizerin lebt Bellaguarda in der Schweiz und war wegen der fehlenden Spielberechtigung vorübergehend nur auf der nationalen Beachvolleyball-Tour tätig.
2009 bildete Bellaguarda, mittlerweile für die Schweiz spielend, zusammen mit Martin Laciga ein Schweizer Nationalteam. Schon kurz nach der Formierung dieses Duos konnten Laciga/Bellaguarda beachtliche Erfolge auf der FIVB World Tour verzeichnen. Ende 2010 trennten sich Bellaguarda und Laciga. Jefferson Bellaguarda nahm anschließend zusammen mit Patrick Heuscher als nominell stärkstes Schweizer Duo das Ziel Olympische Spiele 2012 in Angriff. Im August 2011 erreichten Heuscher/Bellaguarda bei der EM in Kristiansand Platz vier.
2012 beendete er nach einem neunten Platz an den XXX. Olympischen Sommerspielen in London seine Profisportkarriere.